# يوليا سنوبوفا
يوليا سنوبوفا مواليد 30 نوفمبر 1985 في خيرسون، هي لاعبة كرة يد أوكرانية تلعب كظهير أيمن. مثلت منتخب أوكرانيا لكرة اليد للسيدات.

## الإنجازات
- كأس أوروبا لكرة اليد للسيدات:
  - ربع النهائي: 2012

## روابط خارجية
- يوليا سنوبوفا على موقع الاتحاد الأوروبي لكرة اليد (الإنجليزية)